# Alfredo Ortuño
Alfredo Ortuño Martínez (Yecla, 21 gennaio 1991) è un calciatore spagnolo, attaccante del FC Cartagena.